# Colostygia feusteli
Colostygia feusteli är en fjärilsart som beskrevs av Franz Dannehl 1927. Colostygia feusteli ingår i släktet Colostygia och familjen mätare. Inga underarter finns listade i Catalogue of Life.